# منتخب كندا لهوكي الحقل للسيدات
منتخب كندا الوطني لهوكي الحقل للسيدات (بالإنجليزية: Canada women's national field hockey team)‏ هو ممثل كندا الرسمي في المنافسات الدولية في هوكي الحقل للسيدات.